# Goûter
 (mars 2014).
Si vous disposez d'ouvrages ou d'articles de référence ou si vous connaissez des sites web de qualité traitant du thème abordé ici, merci de compléter l'article en donnant les références utiles à sa vérifiabilité et en les liant à la section « Notes et références ».

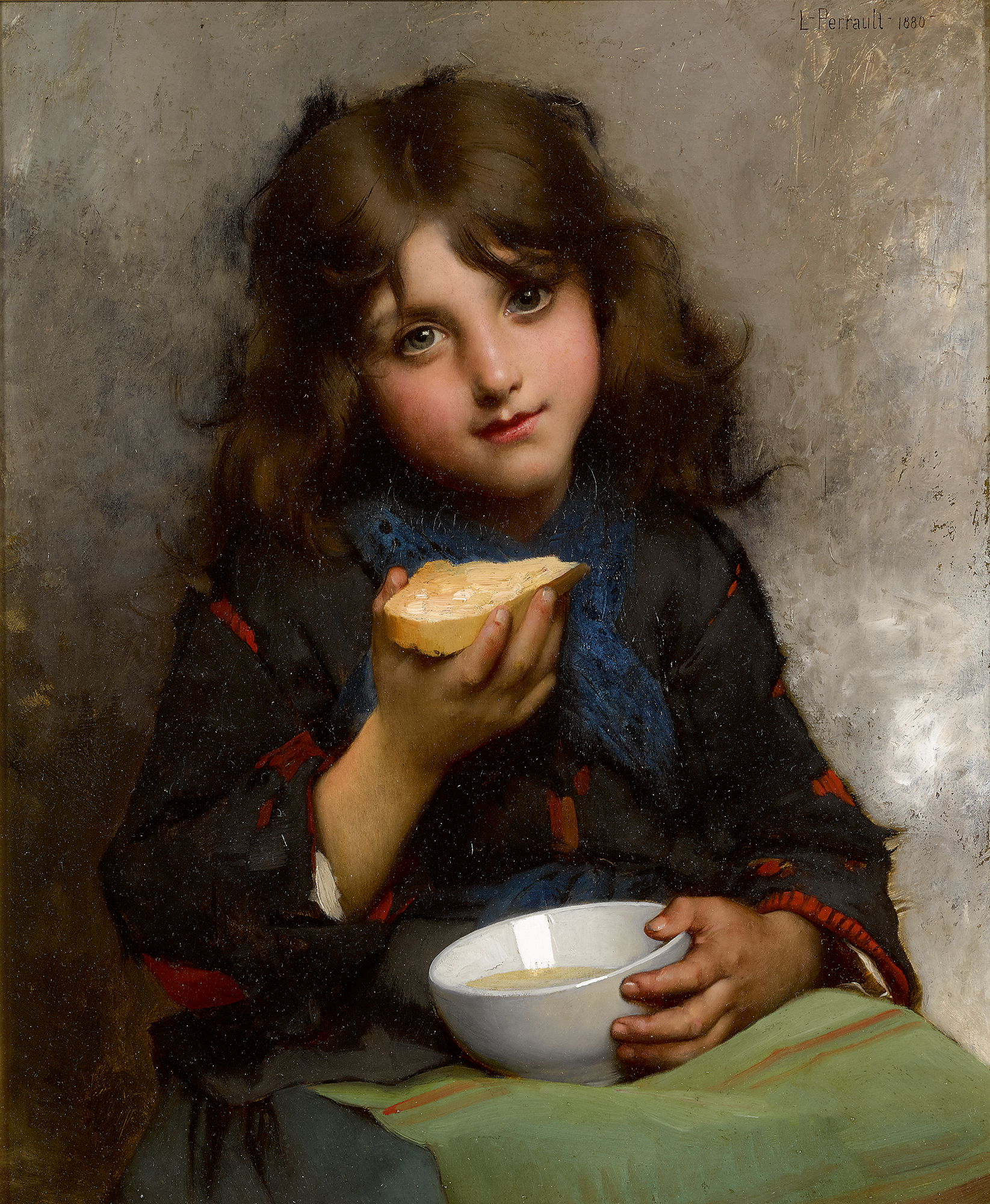
Le Goûter (tableau de Léon Perrault, 1880)

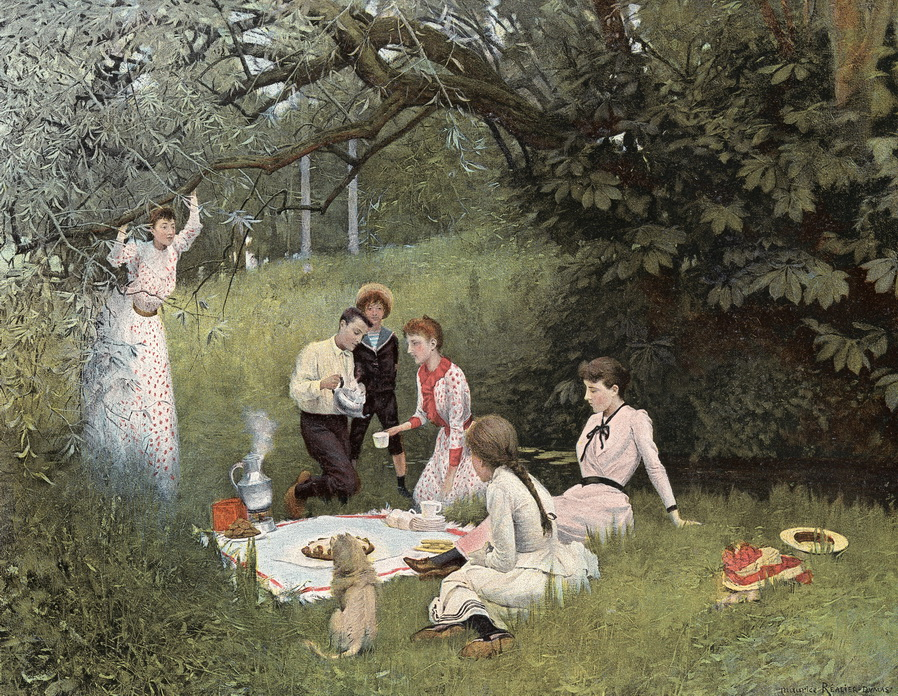
Le Goûter sur l'herbe (tableau de Maurice Réalier-Dumas, 1892)

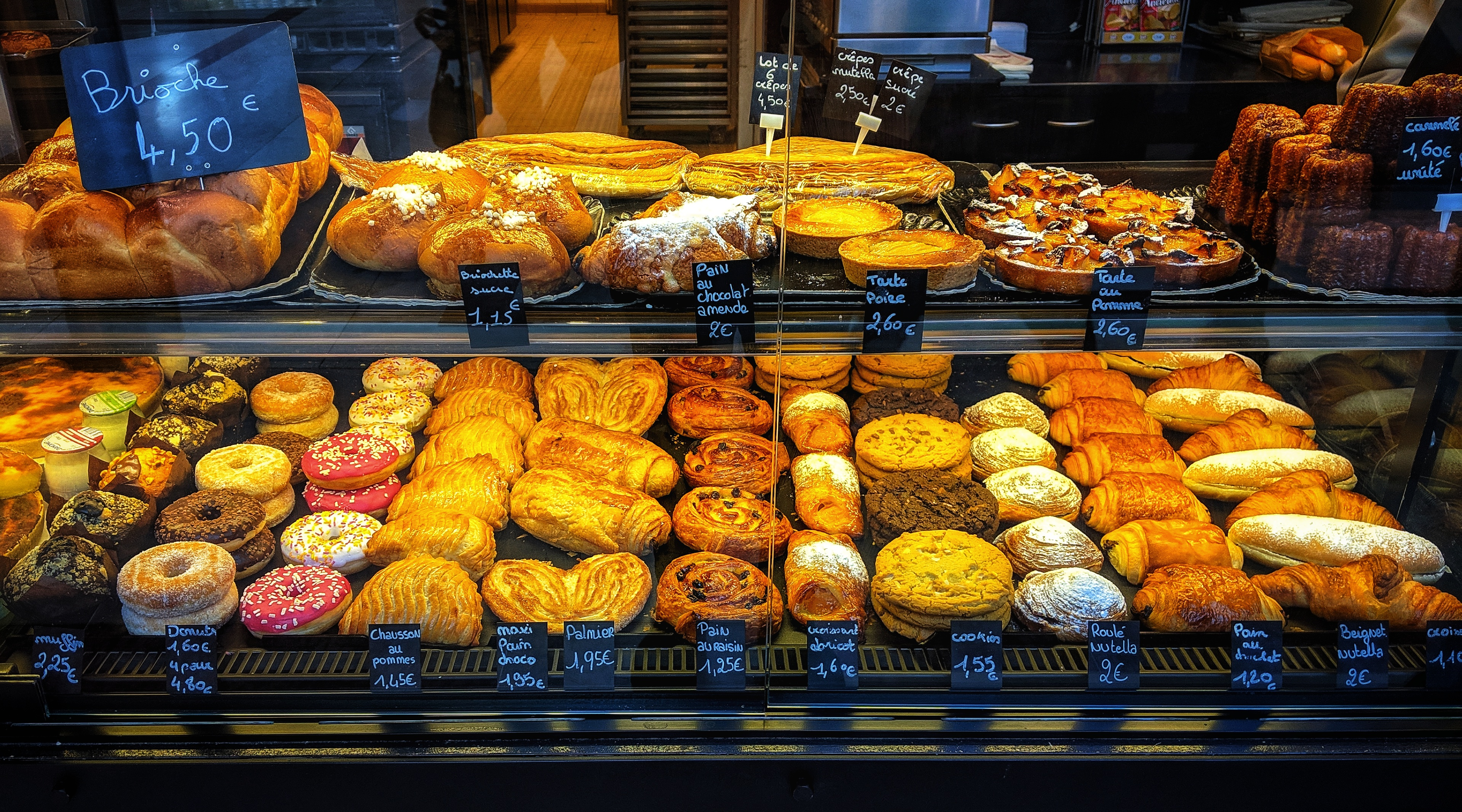
Brioche, pain au chocolat (chocolatine), crêpe sucrée, tarte aux pommes, cannelé, roulé au nutella, cookie, croissant abricot, pain aux raisins, palmier, chausson aux pommes, donut...

Le goûter, ou gouter (orthographe de 1990), également appelé « quatre heures » ou goûteron est un repas léger pris en milieu ou fin d'après-midi.
Cette collation de l'après-midi se nommait, à la Renaissance, le reciner (du latin recaenare, « dîner »). Ce mot peut être trouvé dans l'Encyclopédie ou Dictionnaire raisonné des sciences, des arts et des métiers de Diderot et D’Alembert à la fin du XVIIIe siècle.
Il était traditionnellement constitué d'une tartine de pain avec du beurre et de la confiture ou avec un morceau de chocolat, ou bien encore d'un pain au chocolat. Aujourd'hui les enfants prennent des gâteaux. La consommation de pâtisseries avec un thé ou un café est répandue chez de nombreux adultes quand leurs occupations leur en laissent le loisir. Les petites réceptions du nom de « thé » se répandent à partir du milieu du XIXe siècle dans la bourgeoisie et la noblesse — à l'instar du « tea-time » anglais — qui préfère cette appellation à celle de « goûter », jugée plus enfantine. On organise en effet en France des « goûters d'enfants », ou « goûters d'anniversaire » en guise de réceptions enfantines l'après-midi originellement autour de 4 heures. Cette tradition du goûter de quatre heures est apparue dans les écoles en France en 1941.
Le goûter ne s'adresse pas qu'aux enfants : les adolescents, les femmes enceintes ou qui allaitent, les personnes qui ont une activité physique importante (sportifs et certaines professions) ainsi que les personnes âgées[réf. nécessaire]. 
Par abus de langage, le goûter désigne aussi la collation prise entre le petit déjeuner et le repas du milieu de la journée.

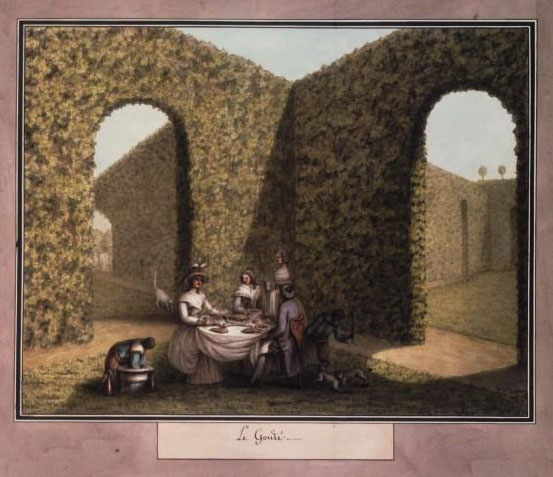
Goûter par Jean-Jacques Lequeu
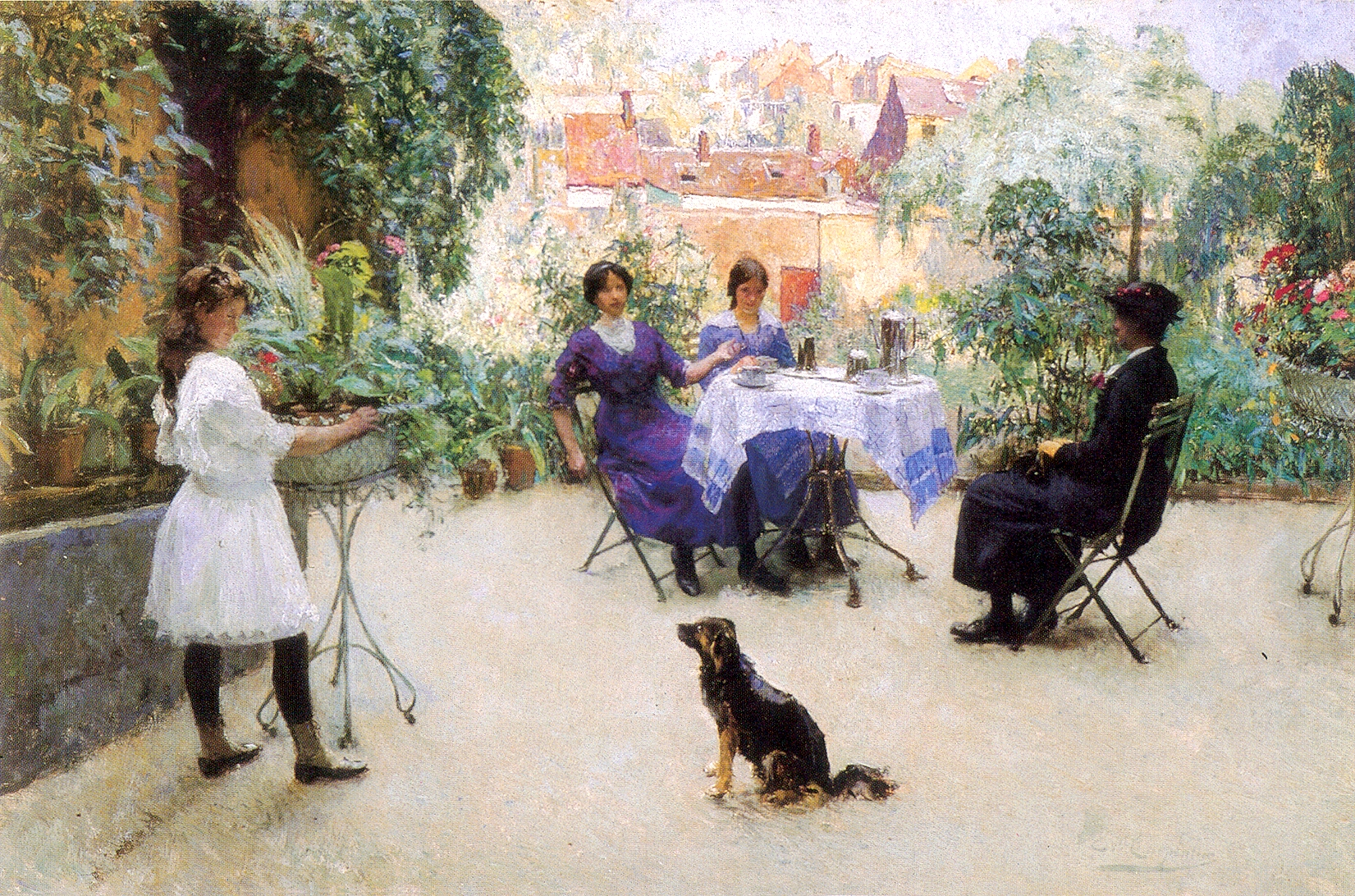
Le Goûter des dames, tableau de Évariste Carpentier (1845-1922)
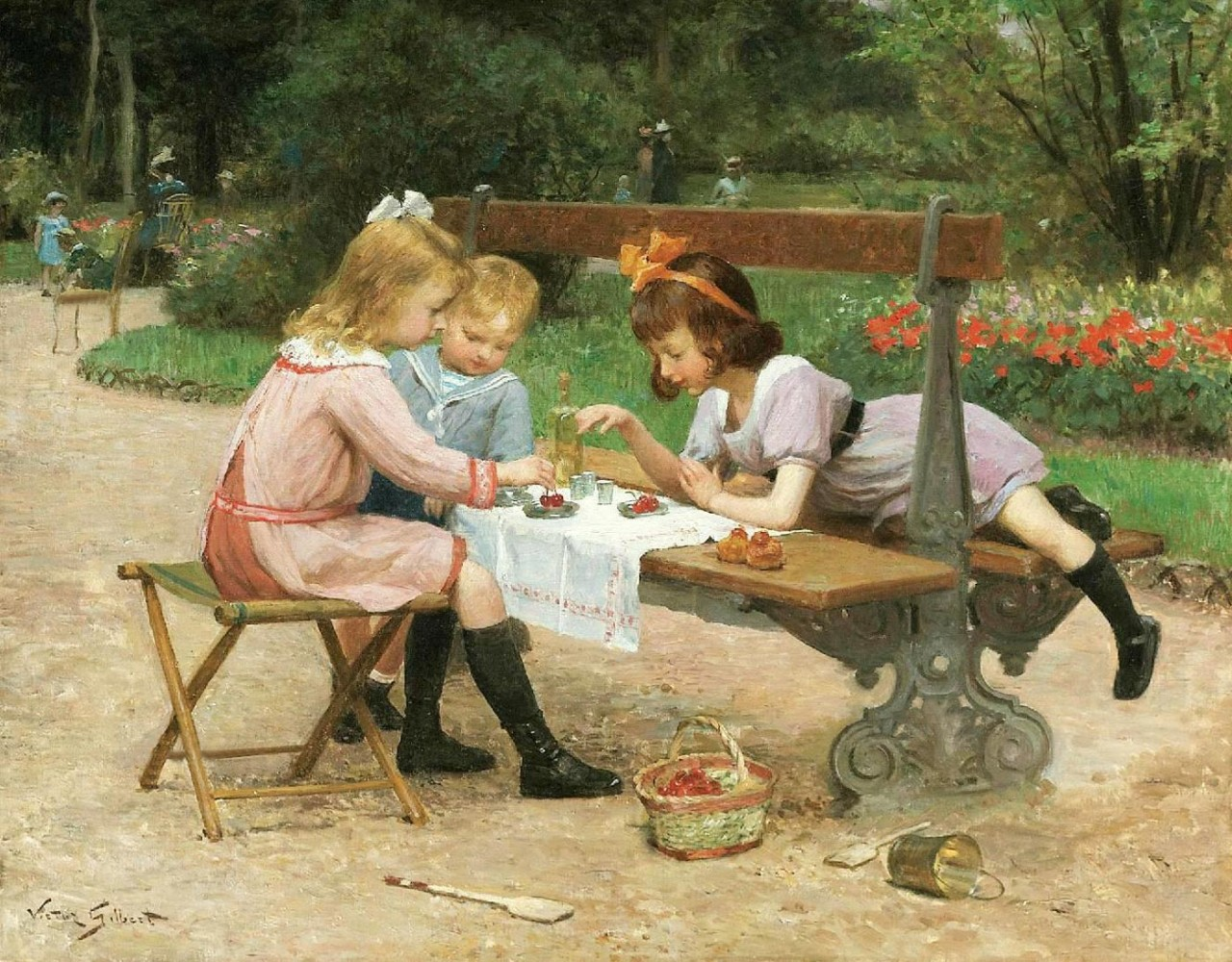
Le Goûter au jardin public, tableau de Victor Gilbert (1847-1933)
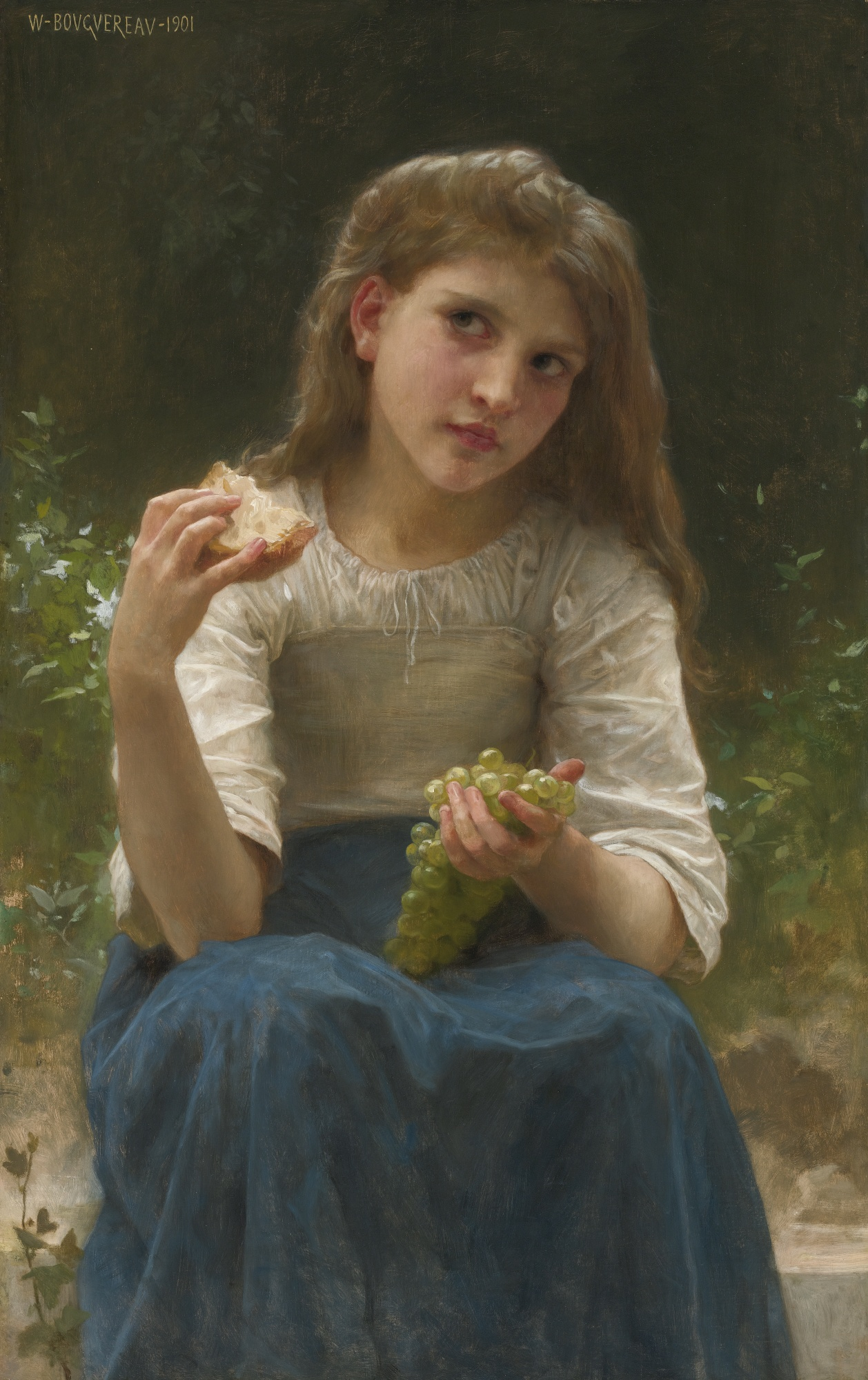
Le Goûter (tableau de William Bouguereau, 1901)
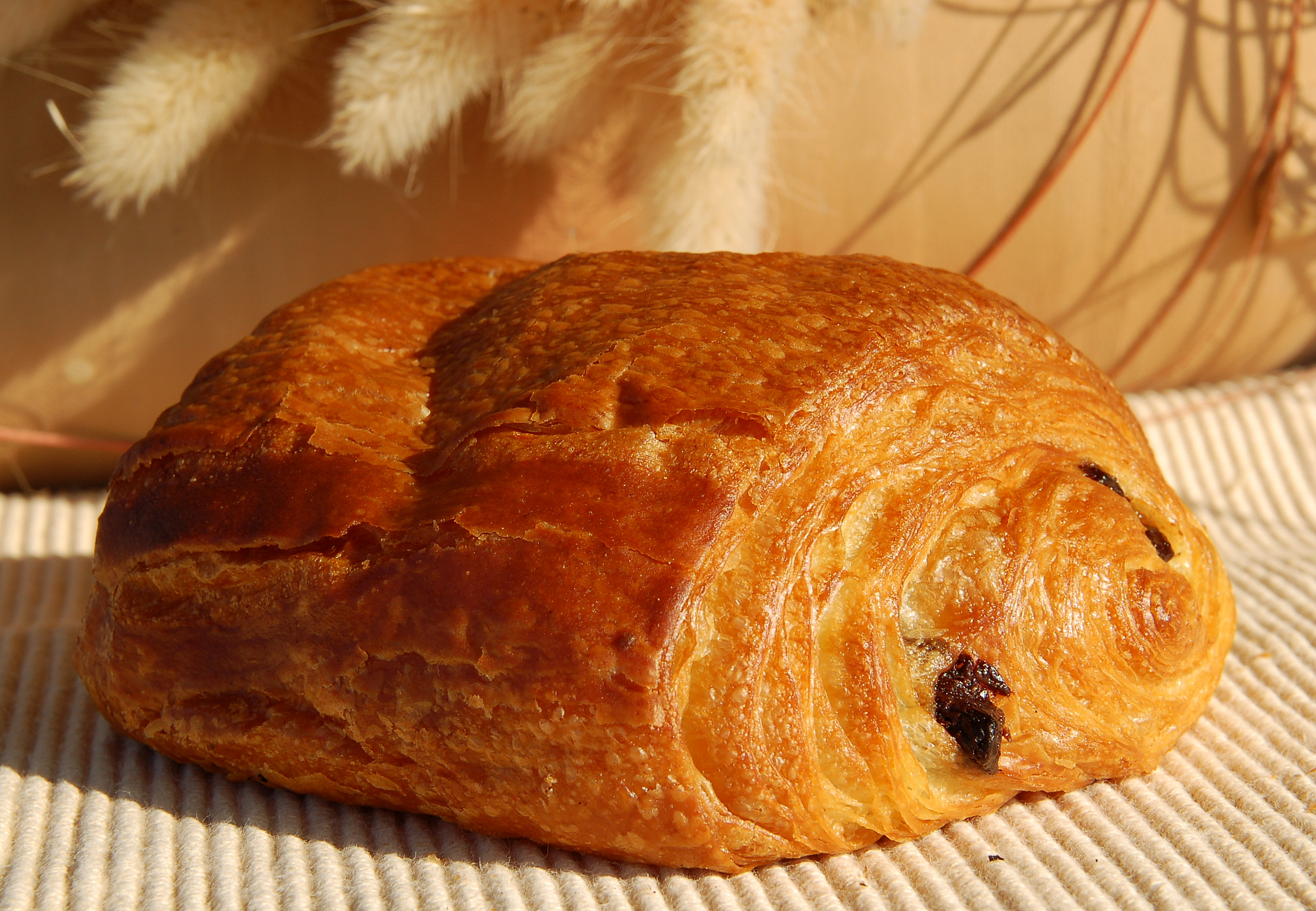
Un exemple de goûter, de nos jours.
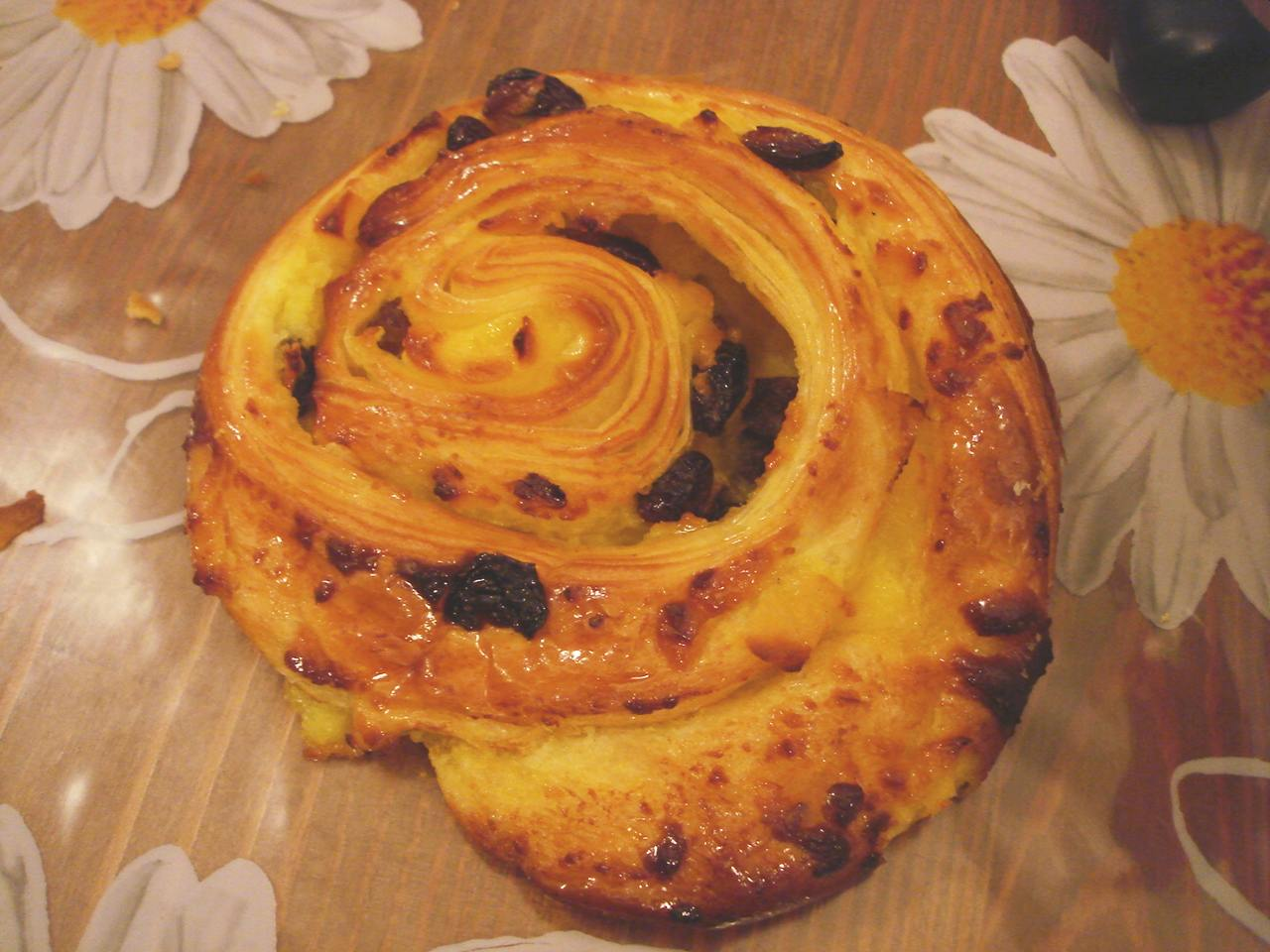
Un autre exemple.

## Traditions populaires
Le goûter matrimonial est une fête populaire organisée à Écaussinnes, en Belgique, le lundi de Pentecôte.  Les jeunes filles de la région y cherchent l'âme sœur.